# 2013 JU64
2013 JU64, também escrito como 2013 JU64, é um objeto transnetuniano que está localizado no Cinturão de Kuiper, uma região do Sistema Solar. Ele possui uma magnitude absoluta de 8,7 e tem um diâmetro estimado de 80 km.

## Descoberta
2013 JU64 foi descoberto no dia 7 de maio de 2013 pelo Outer Solar System Origins Survey.

## Órbita
A órbita de 2013 JU64 tem uma excentricidade de 0,074 e possui um semieixo maior de 40,332 UA. O seu periélio leva o mesmo a uma distância de 37,364 UA em relação ao Sol e seu afélio a 43,300 UA.